# Dioso
Un dioso (o bioso) è un monosaccaride contenente due atomi di carbonio.

La glicoaldeide è il solo dioso possibile.

Essendo la formula generica dei monosaccaridi (C·H2O)n, questo è ritenuto lo zucchero più elementare.
Esiste un solo possibile dioso, la glicoaldeide (o 2-idrossietanale), un aldodioso (un chetodioso non potrebbe esistere con due soli atomi di carbonio).